# Yao Beina
Yao Beina (chiń. upr. 姚贝娜; chiń. trad. 姚貝娜; pinyin Yáo Bèinà; ur. 26 września 1981 w Wuhanie, zm. 16 stycznia 2015 w Shenzhen) – chińska piosenkarka.
Zwyciężyła w XIII Chińskim Konkursie Młodych Wokalistów w 2008 w kategoriach piosenki. W kwietniu 2011 zdiagnozowano u niej raka piersi. Zmarła 16 stycznia 2015 w wieku 33 lat.